# Голубкина, Лариса Ивановна
Лари́са Ива́новна Голу́бкина (9 марта 1940, Москва, РСФСР, СССР — 22 марта 2025, Москва, Россия) — советская и российская актриса театра и кино. Народная артистка РСФСР (1991).

## Биография

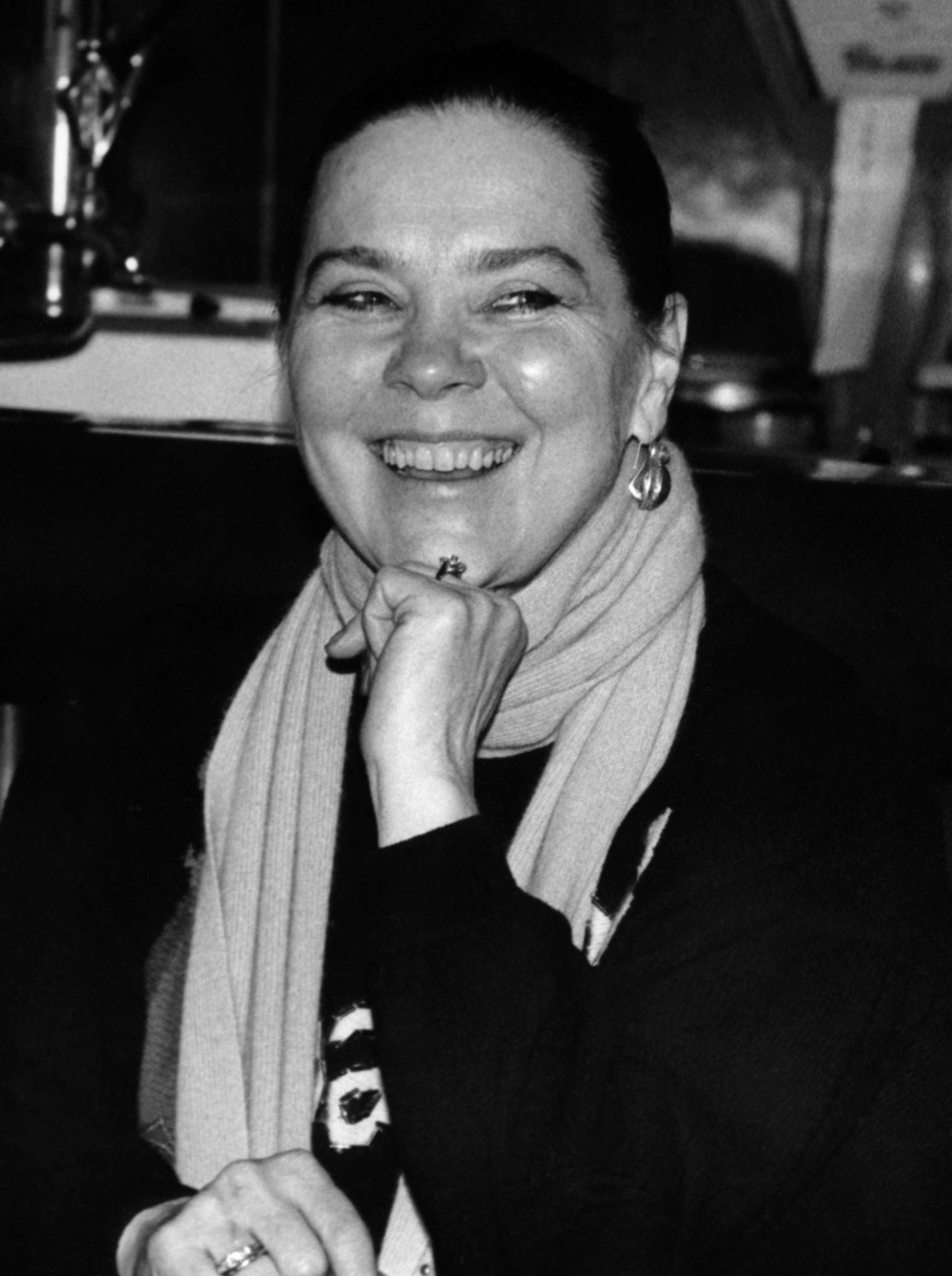
Л. И. Голубкина, 1989 год

Родилась 9 марта 1940 года в Москве.
Мечтала стать оперной певицей. В 1955 году поступила в Московское музыкально-педагогическое училище (ныне Государственный музыкально-педагогический институт им. М. М. Ипполитова-Иванова) на дирижёрско-хоровое отделение. По окончании училища, в 1959 году, поступила на отделение музыкальной комедии ГИТИСа, где её педагогом по вокалу была Мария Петровна Максакова.
Во время учёбы в ГИТИС начала сниматься в кино — дебютом актрисы стала роль Шурочки Азаровой в комедии Эльдара Рязанова «Гусарская баллада». Фильм за первые полгода проката посмотрели 49 млн человек и он принёс Голубкиной всесоюзную известность. 
После окончания ГИТИСа в 1964 году стала актрисой Центрального академического театра Советской армии (ныне — Центральный академический театр Российской армии). Участвовала во многих спектаклях, где режиссёры использовали её умение с одинаковой выразительностью играть лирических и характерных героинь, петь и танцевать: «Солдат и Ева» (Ева), «Ренальдо идёт в бой» (Анжелика), «Давным-давно» (Шурочка Азарова). «Раскинулось море широко» (Елена), «Закон вечности» (Мари), «Последний пылко влюблённый» (3 роли), «Любовь — книга золотая» (Екатерина II) и другие.
Принимала участие в телевизионном представлении «Бенефис Ларисы Голубкиной» (1974), снятом режиссёром Евгением Гинзбургом по сюжету спектакля «Пигмалион» Джорджа Бернарда Шоу, где сыграла Элизу Дулитл. Спектакль был дополнен музыкальными номерами, современными песнями, забавными пародийными эпизодами и лирическими отступлениями. «Бенефис» имел успех в Великобритании, на XVII Международном конкурсе телевизионных развлекательных передач в Сопоте (1977) получил приз — «Хрустальную антенну».
Параллельно с работой в театре Голубкина с 1960-х годов стала выступать на эстраде, исполняя песни из репертуара Клавдии Шульженко, песни советских композиторов и старинные русские романсы. Работала с оркестрами Леонида Утёсова, Анатолия Кролла, с квартетом под управлением В. Маликова, квартетом под управлением Е. Выставкина, пианистами Д. Ашкенази, Б. Мандрусом, Л. Кауфманом, С. Коганом,  А. Бисеровым, А. Сариевым. 
В 1970—1980-х годах она со своим мужем Андреем Мироновым и аккомпаниатором Левоном Оганезовым гастролировала по СССР. Постепенно романсовый репертуар, где вокальное мастерство Голубкиной проявилось особенно ярко, стал доминирующим. В 1991 году в Москве состоялся её первый сольный концерт в «ГЦКЗ Россия», где Голубкина в сопровождении оркестра народных инструментов имени Н. Осипова исполняла русские романсы. С оркестром Н. Осипова и пианистами Л. Оганезовым и А. Бисеровым выпустила компакт-диск (1992), в который вошли такие романсы, как «Тёмно-вишнёвая шаль», «О, позабудь» (муз. Т. Котляревской), «У камина» (муз. П. Баторина). «Если можешь — прости» (муз. Островского, ст. И. Аркадьева), «Только раз» (муз. В. Фомина, ст. П. Германа), «Караван» (муз. Б. Прозоровского, сл. Б. Тимофеева), «Мы только знакомы» (муз. Б. Прозоровского, ст. Л. Пеньковского), «Ночь светла» (муз. Н. Шишкина, ст. М. Языкова) и др.
В 1999 году вместе с другими известными артистами приняла участие в проекте Виктора Мережко и композитора Евгения Бедненко «Поют звёзды театра и кино», где выступила как исполнительница русских романсов. Итогом проекта стали концерты и музыкальный диск, выпущенный в США и продублированный «Радио МПС».
В качестве приглашённого артиста работала в Московском драматическом театре имени А. С. Пушкина.
Являлась постоянным членом жюри Всероссийского конкурса актёрской песни имени Андрея Миронова (проходит с 1990 года).
Появлялась в качестве ведущей телепередач «Артлото» и «Утренняя почта». Участница телепередач «Танцы со звёздами» (2006), «Точь-в-точь» (2015).
Была членом Союза кинематографистов России.

### Болезнь и смерть
В 2014 году в Германии у Голубкиной была обнаружена болезнь Вальденстрёма. В 2022 году удалось добиться ремиссии, но в 2024 году болезнь снова вернулась.
В декабре 2020 года у Голубкиной произошёл перелом шейки бедра. В мае 2021 года она поступила в реабилитационный центр в связи с этой травмой. В августе 2023 года Голубкина травмировалась повторно в больнице в результате падения. Жила в пансионате администрации президента России «Сосны» на Николиной Горе в Одинцовском районе Московской области. С октября 2024 года сильно болела. Ей был присвоен паллиативный статус, передвигалась на инвалидной коляске.
Скончалась 22 марта 2025 года после тяжёлой и продолжительной болезни в московском хосписе в возрасте 85 лет, куда её перевели во второй половине января 2025 года. Отпевание и прощание прошли 25 марта в Храме Святителя Николая на Трёх Горах. Похоронена на Троекуровском кладбище Москвы (участок № 21).

## Семья
Отец — Иван Павлович Голубкин (1916—1996), полковник, ветеран Великой Отечественной войны, до войны работал педагогом. Похоронен на родине, в селе Мотовилово Рязанской области.
Мать — Клавдия Михайловна Голубкина (1914—1985), до рождения дочери работала закройщицей, затем была домохозяйкой. Похоронена на Ваганьковском кладбище.
Состояла в незарегистрированном браке (1969—1974) со сценаристом Николаем Георгиевичем Щербинским-Арсеньевым (род. 1945).
Муж (1977—1987) — Андрей  Миронов (1941—1987), народный артист РСФСР (1980).
Дочь — Мария Голубкина (род. 1973), актриса театра и кино, теле- и радиоведущая.
Зять (1995—2008) — Николай  Фоменко (род. 1962), актёр, теле- и радиоведущий, автогонщик, заслуженный артист РФ (1999).

## Признание и награды
- Заслуженная артистка РСФСР (28 ноября 1973)[19]
- Народная артистка РСФСР (20 мая 1991)[20]
- Два ордена «Знак Почёта» (17 марта 1980) — за заслуги в развитии советского театрального искусства[21]
- Орден Дружбы (23 марта 2000) — за большие заслуги в развитии театрального искусства[22]
- Орден М. В. Ломоносова (2005)[23]
- Орден «Ключ дружбы» (Кемеровская область, 25 февраля 2013) — за выдающийся вклад в развитие культуры и искусства России и Кузбасса, уникальный талант и высокое профессиональное мастерство[24]
- Астероид 3940 Larion (1 сентября 1993)[25]
- Гранд-премия «КиноВатсон»[26]

## Творчество

### Роли в театре
Сыграла другие роли героического плана: юную Аниску в «Нашествии», Елену в «Раскинулось море широко», Лену Огородникову в «Спутниках».
- «Комическая фантазия» Г. Горина — Марта,
- «Последний пылко влюблённый» Н. Саймона — Элейн Маццони, Бобби Митчел, Жаннет Фишер,
- «Закон вечности» Нодара Думбадзе — Мария,
- «Провокация» Ю. Семёнова — Ани,
- «Обретение» Иона Друцэ — Екатерина Маленькая,
- «Рядовые» А. Дударева — Лида,
- «Семейный ужин в половине второго» В. Павлова — Ирина,
- «Макбет» У. Шекспира — Леди Макдуф,
- «Боже, храни короля» С. Моэма — Гвен,
- «Сердце не камень» А. Н. Островского — Аполлинария Панфиловна,
- «Любовь — книга золотая» А. Н. Толстого — Екатерина II,
- «Поздняя любовь» А. Н. Островского — Шаблова,
- 1985 — «Рядовые», по пьесе А. Дударева, реж. Ю. Ерёмин / Центральный театр Советской Армии
- 2006  - "Школа любви" по пьесе А.Житинкина, реж. А.Житинкин - мать Гарольда
- 2014 — «Ма-Мурэ» по пьесе Жана Сармана — Ма-Мурэ
- «Юг/Север» — Роза, подруга Регины
- 2018 — «Лариса Голубкина. Заплатки» Родиона Белецкого — главная роль
- антрепризный спектакль Леонида Трушкина «Чествование» (Театр Антона Чехова) и др.

Была занята в спектаклях ЦАТРА «Ма-Мурэ», «Юг/Север» и «Лариса Голубкина. Заплатки». Также играла в спектакле Театра имени Пушкина «Девичник CLUB».

### Фильмография
| Год  |     | Название                                 | Роль                                                         |
| ---- | --- | ---------------------------------------- | ------------------------------------------------------------ |
| 1962 | ф   | Гусарская баллада                        | Шурочка Азарова (она же корнет Азаров)                       |
| 1963 | ф   | День счастья                             | Рита, соседка Шуры                                           |
| 1964 | ф   | Дайте жалобную книгу                     | Татьяна Александровна Шумова, директор ресторана «Одуванчик» |
| 1965 | ф   | Как вас теперь называть?                 | Лидия Костюк, советская разведчица                           |
| 1966 | ф   | Сказка о царе Салтане                    | Царица                                                       |
| 1968 | ф   | Освобождение. Огненная дуга              | Зоя, медсестра, любимая девушка Цветаева                     |
| 1969 | ф   | Освобождение. Прорыв                     | Зоя, медсестра, любимая девушка Цветаева                     |
| 1970 | ф   | Освобождение. Направление главного удара | Зоя, медсестра, любимая девушка Цветаева                     |
| 1971 | ф   | Освобождение. Битва за Берлин            | Зоя, медсестра, любимая девушка Цветаева                     |
| 1971 | ф   | Освобождение. Последний штурм            | Зоя, медсестра, любимая девушка Цветаева                     |
| 1972 | тсп | Масштабные ребята                        | рассказчица                                                  |
| 1974 | тсп | Господин Пунтила и его слуга Матти       | Ева                                                          |
| 1975 | тсп | Военные сороковые                        | «Антология советской песни» 3                                |
| 1975 | тсп | Бенефис Ларисы Голубкиной                | Элиза Дулиттл                                                |
| 1979 | тф  | Трое в лодке, не считая собаки           | Энн, возлюбленная Джи                                        |
| 1980 | тсп | Альманах сатиры и юмора                  | Розалинда, «Змея», «Летучая мышь»                            |
| 1984 | ф   | Вместе с Дунаевским                      | песни и танцы                                                |
| 1985 | ф   | Грустить не надо                         | песни и танцы                                                |
| 1993 | с   | Трагедия века                            | Зоя                                                          |
| 1994 | ф   | Простодушный                             | Алоиза, «тётушка»                                            |
| 1996 | ф   | Волшебный фонарь 2                       | член худсовета                                               |
| 1997 | мф  | Анастасия                                | Софи (озвучивание)                                           |
| 2001 | ф   | Мамука                                   | эпизод                                                       |
| 2002 | тсп | Сердце не камень                         | Аполлинария Панфиловна, жена Халымова                        |
| 2007 | ф   | Живописная авантюра                      | Маргарита Михайловна Гагарина                                |

## Документальные фильмы и телепередачи
- «Лариса Голубкина. „Я тебя никогда не забуду…“» («Первый канал», 2010)[30]
- «Лариса Голубкина. „Прожить, понять…“» («Первый канал», 2020)[31][32]
- «Большой спор с Дмитрием Нагиевым» — гостья одного из споров